# KEIYOGINKO GRAND COUNTDOWN REAL
KEIYOGINKO GRAND COUNTDOWN REAL（ケイヨウギンコウ・、グランド・カウントダウン・リアル、略称グラカン）はBAYFMが年内最後の放送日に放送している特別番組。愛称はグラカンリアル。当番組は、週間チャートは『パワカン』と題して、年間トップチャートは『グラカン』と題して二つに分けて放送している。パワカンで放送する内容と同じ企画はKEIYOGINKO POWER COUNTDOWN REALを参照。

## 放送日
- 2017年12月30日
  - ラジオ 13:00~17:50
  - radiko 13:00~16:00、16:00~18:00
- 2018年12月29日
  - ラジオ 13:00~17:50
  - radiko 13:00~18:00
- 2019年12月28日
  - ラジオ 13:00~17:51
  - radiko 13:00~18:00
- 2020年12月26日
  - ラジオ 13:00~17:50
  - radiko 13:00~15:00、15:00~18:00
- 2021年12月25日
  - ラジオ 13:00~17:50
  - radiko 13:00~15:00、15:00~18:00
- 2022年12月31日
  - ラジオ 13:00~17:50
  - radiko 午後1時から1時間ごと
- 2023年12月30日
  - ラジオ 13:00~17:50[2]
  - radiko 午後1時から1時間ごと
- 2024年12月28日
  - ラジオ 13:00~14:41、15:00~17:50（旬!SHUN!ピックアップを挟む）
  - radiko 午後1時から1時間ごとではあるが、14時台のみ14:00~14:41となっている。

## 概要
2017年4月1日に、オリコンウィークリーシングルTOP10とビルボードジャパンHOT100 TOP10をカウントダウンするリアルな音楽プログラムにリニューアルされた『KEIYOGINKO POWER COUNTDOWN REAL』（以下、パワカン）の一年間の総決算の特別番組。当番組でもHOT 30時代同様に、年末には年間チャートのカウントダウン特別番組"GRAND COUNTDOWN REAL"（グランド・カウントダウン・リアル）（略称はグラカン）を年末最終放送日に編成する（2017年度から13:00-17:50）。当番組から放送は、年内最終週に放送するようになったため、グラカン放送による放送休止番組は2024年時点では「〜洋楽劇場〜 SATURDAY STRUT」のみとなる。

### 前番組までの概要
- 開局当時の放送は、洋楽のALAN Jとバッキー木場で洋楽と邦楽を交互にカウントダウンする番組「GRAND COUNTDOWN HOT HOT 100」と題して放送していた。
- 2012年の大晦日より、洋楽は別枠でカウントダウンする形にリニューアルされた。タイトルは「GRAND COUNTDOWN JAPAN HOT HOT 100」。
- そして、バッキーが引退した年の大晦日は、ALANと門脇知子と小島麻子の3人で、午後1時から約7時間生放送の「bayfm 25th Anniversary KEIYOGINKO 2014 bayfm Year-END PREMIUM PARTY」と題して放送。
- そして、2015年度、2016年度は、パーソナリティに森久保祥太郎をそえて、邦楽の年間チャートを引き続き放送していたが、森久保も、2017年3月25日の放送分で卒業している。
- さらに、洋楽版のカウントダウン番組も2024年9月28日の放送分をもって放送を終了している。後続番組の「SATURDAY STRUT」はランキング番組ではない。

### 2017年度からのグラカン
2016年度まで放送された「GRAND COUNTDOWN JAPAN HOT HOT 100」（以下、HOT HOT100）の略称「グラカン」を残し、大リニューアルされた。
さらに、「オリコン年間シングルランキングTOP30」と「Billboard JAPAN年間ソングチャートTOP30」をリアルにリアルを上積みしてのカウントダウンしながら、一年間の話題曲を振り返る特別番組。約5時間に渡って、オリコン→ビルボードジャパンとカウントダウンしていく。
年間チャートのみならず、エンタメ情報を総括する「MUSIC REAL JOURNAL」もスペシャル版にして、音楽シーン、エンタメシーンを振り返っている。さらに、一年間大躍進したアーティストからのメッセージ、ゲストコーナーもHOT HOT100から踏襲されている。
以下がグラカンにおけるキャッチコピーとなる。
- 伝統と実績と気品と品格の音楽バラエティー

以下、CM明けなどのカウントダウン再開時にいずれかを曲紹介前に入れている。
- 日本の二大音楽チャートの一年をリアルに振り返る
- 今年の音楽まるっとまとめて総決算

なお、2017年度のradikoでは、13時～16時、16時～18時までの2部制に分けて放送していたが、2018年度と2019年度は、HOT HOT100時代と同様に13時～18時の1部制、2020年度、2021年度は13時〜15時、15時〜18時の2部制だったが、2022年度よりBAYFMの各ワイド番組と同様1時間ごとに区切られている。
パワカンでは毎週カウントダウンしたランキングは番組サイトで掲載しているが、グラカンはランキングも放送後記も掲載せず、そのまま新年度の放送後記に更新されている。（但しグラカンも放送回数にカウントされている為、一回飛ばしていることになる。）

### POWER COUNTDOWN REAL版との相違
- 曲が3倍 - HOT HOT 100時代同様、週間チャートの曲の数を3倍にしてカウントダウンする。
- 中継コーナーが拡大している。 - パワカンでは、計3回の登場だが、グラカンでは、計4回の登場。
- 開始時間が2時間早い。 - パワカンは毎週土曜日15時からだが、グラカンでは、パワカンの前の時間帯の番組「〜洋楽劇場〜SATURDAY STRUT」を休止させて、2時間増えたため、計5時間の放送になる。
- アーティストからのスペシャルメッセージがある。 - HOT HOT 100時代からの引き継ぎ。いろんなアーティストからメッセージを放送。
- ゲストコーナーが拡大している。 - 一年間大躍進したアーティストとともに一年間を総括する。
- ツイッターのハッシュタグが二つ。 - ただし、放送年によって#パワカンになったり#グラカンになったりする。なお、#グラカンとは、HOT HOT100時代からの踏襲となる。
- ジングルが異なる。 - 声は女性が担当している。なお、2017年度のみ、パワカンのジングルをそのまま流していた。2019年度より、ジングルのBGMもパワカンから変わっている。
- テーマが異なる。

パワカンでは、「あなたと繋がるメディア。ラジオの力を信じて、土曜日のまったりタイムをガンガン盛り上げていく」をテーマにしている。
グラカンでは、「今年1年間のギュギュっと締めくくる、伝統と実績と格式のプログラム 」をテーマにしている。
- 2023年より「旬!SHUN!ピックアップ」が番組内で放送されている。 - 本来は「SATURDAY STRUT」終了後、パワカンの前に放送しているが、グラカンでは13時から放送しているため、番組内で中断して放送している。（通常放送では光永亮太のBeautiful Day!が同様に番組内で中断してこの番組を放送している。）

なお、HOT HOT 100時代との相違も後述しているので、そちらも参照に。
- MUSIC REAL JOURNALの後のカウントダウン再開時にジングルが流れる。 - 2024年時点のパワカンでは当コーナーを終えた後ジングルなしでカウントダウンに戻っている。

パワカンと同様2024年以降のBAYFMで唯一年間チャートを紹介するカウントダウン番組である。

### エピソード
- オリコン年間シングルランキングを紹介する時は何故か秋元先生楽曲をカウントする。
- BAYFMでレギュラー番組を持っているアーティストがランクインした場合はその番組を宣伝している。グラカンと同様恒例特番である「BAYFM meets AKB48」の放送時期がグラカンより後の場合はチャート紹介の中で宣伝している。
- 放送する年によって、TOP30の30が「サーティー」ではなく、「さんじゅう」と呼ぶ場合がある。ちなみにTOP10は普通に「トップテン」と呼んでいる。

## 放送日について
HOT HOT 100時代までは、大晦日の放送（大晦日でない時期もあった）で放送していて、12月最終放送週もパワカンを放送していたが、2017年4月からリニューアルされたパワカンでは、それまでのオリジナルチャートに代わり、オリコンとビルボードジャパンの上位曲を紹介する番組として生まれ変わったが、そのチャートは、新年最初の放送週のチャートはどちらも休業していて、新年最初はチャートがない状態での放送のため、その放送週で前年の最終週の週間チャートを紹介し、その代わり、そのチャートを使用できない週は、（13時台〜14時台も含め）年間チャート発表の特番として放送する事になる。それに伴い、最終土曜日の放送になっている。

## CMについて
パワカンは、計6回（16時30は放送せず）に渡ってスポンサーである京葉銀行のCMが放送されている。グラカンではそれに加えて1時台、2時台も放送。但し、パワカンオープニングすぐに放送される20秒のCMは3時台に通常通り放送するため、グラカンオープニングでは40秒のCMを流している。
なお、2023年度よりパワカンと同様に京葉銀行のCMがオンエアされる時間帯の番組中断時はジングルが廃止され、BGMがフェードアウトする形で直接京葉銀行のCMに入る。なお、京葉銀行のCMがない16時台中盤はジングルが流れる。
- 京葉銀行の他に、年末に放送されるCMも放送される（1時台～3時台の中ではみつわ台交番前シマヤ酒店のCMが流れている。）。また、途中中断するUPDATES(14時55分、玉川興産提供。通常はSATURDAY STRUT後に放送)並びにTRAFFIC UPDATES(13時56分、14時27分･綜合警備保障提供、14時57分･ケーズデンキ提供、15時23分、15時56分･ライフトラスト提供、16時28分)のスポンサーのCMも通常通り流れる。

- 京葉銀行のCMはパワカンと同様プロモーション仕様のみ。2019年までは中盤の時間帯の京葉銀行のCMを情報ゾーン・CMの前後両方流していた。

- 2023年度より、14:41~15:00の間に「旬!SHUN!ピックアップ」が放送されているが、開始前に京葉銀行のCMが一回流れる為、実質14:40で14時台は終了となる。

- 2024年度より、オープニング後のCMが京葉銀行のみになった。（前年度まではCOUNTDOWN RADIOに倣ってオープニングのCMでは京葉銀行の他に複数のCMを流していたが、SATURDAY STRUTでは13,14時冒頭のCMを廃止しているため。）

## DJ・リポーター
- 小島嵩弘 - 主に番組の盛り上げ役。
- でぃばば（2024年度 - ）- 中継リポーター

### 過去のDJ・リポーター
- 三田寺理紗 （2017年度 - 2023年度）- 中継リポーター、イントロ、サビトロ当てクイズの奏者
- 麻生夏子[7]（2017年度 - 2024年度） - 番組の進行（チャート紹介）を担当。

### 代理DJ
- 雨宮朋絵（2021年12月25日） - 麻生の代理

## リスナーメッセージ
オリコン年間シングルランキング数曲紹介した後の13:11頃よりメッセージテーマを発表。
- メールアドレスはreal@bayfm.co.jp。
- 番組公式SNS・Xは#グラカンか#パワカンのどちらかを放送する年によって変わる。

### リスナープレゼント
特番では、プレゼントを送る番組があるが、当番組でも毎年様々なプレゼントを用意している。しかし、2024年度は毎週恒例のボツメールのステッカー以外プレゼントはなかった。

## 年表

### 2017年
- 12月1日、bayfmのタイムテーブル12月号で、特番を発表。さらに、限定で当番組のサイトを公開。
- 12月16日、パワカンのエンディングで、GRAND COUNTDOWN REALを発表。
- 12月23日、前週発表したグラカンの内容も発表。ゲストに、欅坂46、AKB48を迎える事を発表。さらに、看板枠であるオリコンとビルボードジャパンの年間チャートは、TOP30をカウントダウンする事を発表。
- 12月24日~12月29日まで、bayfm内のワイド番組（The BAY☆LINE、It、トラグルなど）で、発表されている。さらに、ミュージックパトロールも特別版にする事も発表。
- 12月30日、前番組「GROOVIN' ON THE ROAD」終了後の13時から、当番組を放送。オリコンの2017年年間シングルランキングTOP30とビルボードジャパン年間ソングチャートTOP30をリアルにカウントダウンしながら、一年間の音楽シーンを振り返りながら、エンターテイメントも振り返って、ゲストを呼んで、約5時間の特番を放送。

### 2018年
- 11月30日、タイムテーブルで、当番組を発表。ゲストにDA PUMPとも発表した。
- 12月8日、POWER COUNTDOWN REALの中で当番組を発表。年間チャートを昨年と同じく"オリコン2018年年間シングルランキングTOP30"と"Billboard JAPAN2018年年間ソングチャートTOP30"をカウントダウンする。さらに、ゲストもDA PUMPを迎えるとも発表した。
- 12月15日、2017年度にゲスト出演したAKB48からスペシャルコメントを放送すると発表。
- 12月23日～12月28日まで、bayfmのワイド番組などで、当番組のスペシャル版を発表。
- 12月29日、13時より、オリコンとビルボードジャパンの年間チャートTOP30、そして、スペシャルコメント、スペシャルゲストを交えて、一年間の音楽シーン、エンタメを振り返った。

### 2019年
- 11月30日、BayFMのホームページで2019年度のGRAND COUNTDOWN REALのリンクを追加。放送は12月28日。さらに、パワカンのオープニングでもその主旨に触れている。
- 12月1日、BayFMのホームページで、当日はオリコンとビルボードジャパンの年間チャートTOP30を紹介する事も発表。さらに、豪華ゲストも登場する予定である。
- 12月18日、BayFMのホームページで、当日のゲストを発表。当日はBayFMファミリーである香取慎吾が出演。
- 12月21日、パワカンで詳細を発表。さらに、CMも解禁されたが、BGMは2019年10月にリニューアルされたパワカンと同様のものになっており、当年よりリニューアルする模様である。
- 12月22日～のBayFMワイド番組（低音レディオ、BAYSIDE FREEWAY除く）より番組宣伝を開始。
- 12月28日、13時よりKEIYOGINKO GRAND COUNTDOWN REALを放送。当日は2019年の音楽、エンタメを振り返り、ゲストも登場。さらに、BayFMで唯一年間チャートを紹介する番組となる。さらに、ついっぷるにて、#グラカンが2位に急上昇。

### 2020年
- 2月2日時点で、前年にゲスト出演した香取慎吾の情報のリツイートが続いている。さらに、2020年2月1日のパワカンでも、理由はわからないが、番組ツイッターに#グラカンがつけられている。
- 11月30日、bayfmの公式サイトで2020年のGRAND COUNTDOWN REALの放送が決定。放送は12月26日。当日も前年と変わらず、オリコンとビルボードジャパンの年間TOP30での紹介。ゲストは瑛人。なお、グラカンとしては史上初となる早めの放送となる。
- 12月26日、13時よりGRAND COUNTDOWN REALを放送。2020の年間チャートTOP30を始め、ゲストコーナーや、音楽コーナーを交えて5時間の生放送。

### 2021年
- 11月30日、2021年のグラカンの情報が公開。例年通りのメニューで放送となり、ゲストにAdo。
- 12月4日〜REAL JOURNALにて、グラカンの情報たるニュースが放送。
- 12月25日、番組開始30分前にTwitterにて、麻生から雨宮朋絵にDJの名義が変更される。（麻生の体調不良により）そのため、今回は小島と雨宮と三田寺での出演となった。それに伴い、ジングルは雨宮がパワカンの代理をしていた時のジングルとグラカンのジングルをミックスさせたり、タイトルコール（グラカンはタイトルコールジングルが少ないため、リニューアル前（2018年版）のジングルも加えて）放送する形になった。[8]

### 2022年
- 11月19日、POWER COUNTDOWN REALの放送でグラカンの情報が解禁。[9]本年度は2016年のHOT HOT 100以来の大晦日当日の放送となる（REALとしては初）。なお、11月19日現在ゲストはスタッフがキャスティング中とのこと。
- 12月31日、グラカンを放送。

### 2023年
- 12月30日、グラカンを放送。なお、三田寺は翌年3月の放送をもって卒業した為、最後のグラカン出演となった。なお、当年度より、前述の通り、放送時間が若干短縮されている。（通常のパワカン枠の時間帯は通常通り）さらに、当年度のBAYFMの年末年始の年跨ぎ特番がなかった為、当番組が唯一の年末特番となった。

### 2024年
- 11月29日、当年度のグラカンの情報をBAYFMのサイトで発表。当年度より中継リポーターは三田寺からでぃばばになり、ゲストはこっちのけんととなる。
- 11月30日、番組内でグラカンの情報を発表。当年度もオリコンとビルボードの年間ベスト30をカウントダウンする。なお、この時点でスペシャルゲストは他にもブッキング中とのこと。詳細は追々発表予定。
- 12月21日、「SATURDAY STRUT」内のエンディングで当番組の宣伝。並びにグラカンのゲストを発表。ゲストはこっちのけんとに加えて前年度に引き続き櫻坂46、日向坂46（メンバー清水理央）、2022年のスタジオゲストだったINI、初となるJO1、Mrs.GREEN APPLE、Number_i、Creepy Nutsが発表された。
- 12月28日、1時からグラカンを放送。なお、麻生は体調不良だが、リモートでの出演となった。なお、パワカンと同様、HOT HOT100時代より使用されてきた京葉銀行のキャッチフレーズ「確かな絆を未来へ。」から「プラスαで未来をともに。」に変更された為、提供クレジットを音源を変更されている。2020年のコロナ禍以降中止されていた中継企画も当年度より復活している。ちなみに麻生は2025年3月末を以てパワカンを引退することが発表されている為、この年の放送が麻生にとって最後のグラカンとなった。

## HOT HOT 100時代との相違
- 曲が60曲 - HOT HOT 100時代まではオリジナル年間チャートをカウントダウンしていたが、2017年度からはオリコンとビルボードの年間チャート上位30曲（トータル60曲）をカウントダウンするため、HOT HOT 100時代と違って、一年間の人気曲を振り返る特番に生まれ変わった。
- ゲストコーナーが拡大されている。 - 内容はその年によって二組になったり、一組で拡大されている場合もある。なお、番組内ではコメントゲストもゲスト枠に括られている。
- 一週間のエンターテイメントのニュースのコーナーがある。 - 年間チャートに加えて、エンターテインメントも3ヶ月ごとに区切りトピックスとして振り返る。
- リポーターコーナーの拡大版もある。- グラカン初の中継コーナー。但し、2020年度以降コロナ禍ということもあり、音楽クイズ企画に変更されていた。※但し、ホームページの肩書きはレポーターのままである。
- アーティストからのメッセージが少なくなった。- 多くても4組ぐらい。
- 「旬!SHUN!ピックアップ」が放送されている。 - HOT HOT100時代にはなかった。

## タイムテーブル
基本的な内容で掲載する。情報ゾーンはタイムテーブルを参照。
| 時間帯        | コーナー                             | 備考 |
| ------------- | ------------------------------------ | --- |
| 13:00         | オープニング                         | 番組が始まってからの振り返りと、番組の説明をして、CMに入る。                                                                                                 |
| 13:05         | オリコン年間 シングルランキング①     | オリコンウィークリーシングルを年間チャートにしたチャート。 13-14時台をメインでオリコンの年間チャート上位30枚をカウントダウン。 ジングルは「ORICON SINGLE」。 |
| 13:30         | MUSIC REAL JOURNAL××××               | 一年間のエンターテイメントを振り返るコーナー。 |
| 13:37         | オリコン年間 シングルランキング②     | ①と同じく、オリコン年間シングルランキングをカウントダウン。                                                                                                  |
| 13:45         | ナッツメロメロ！ サビトロ当てクイズ① | 中継レポーターでぃばばがピアニカでサビトロを演奏して出題するコーナー。                                                                                       |
| 14:00         | オリコン年間 シングルランキング③     | 引き続きオリコン年間シングルランキングをカウントダウン。 |
| 14:27 - 14:40 | オリコン年間 シングルランキング④     | オリコン年間シングルランキングtop3。 |
| 14:41         | 旬!SHUN!ピックアップ                 | 京葉銀行のCMを流した後、グラカンの放送を中断。 |
| 15:05         | Billboard JAPAN 年間ソングチャート①  | ビルボードジャパンの年間チャート上位30曲をカウントダウンしていく。                                                                                           |
| 15:08         | ナッツメロメロ！ サビトロ当てクイズ② | |
| 15:20         | ゲストコーナー                       | 一年間活躍したアーティストをゲストに迎える。 |
| 16:00         | ナッツメロメロ！ サビトロ当てクイズ③ | |
| 16:10         | Billboard JAPAN 年間ソングチャート②  | |
| 17:03         | アーティストコメント                 | アーティストがコメントで番組を進める。 |
| 17:08         | Billboard JAPAN 年間ソングチャート③  | ビルボードジャパン年間チャートTOP10 |
| 17:20         | ナッツメロメロ！ サビトロ当てクイズ④ | |
| 17:30         | Billboard JAPAN 年間ソングチャート⑥  | 年間ソングチャートtop3を全てカウントダウン。 |
| 17:45         | 今日のボツメール                     | |
| 17:48         | エンディング                         | 年内最後のトーク。例年通り中継リポーターのでぃばばも合流し、番組を締めくくる。                                                                               |

## Updates時間帯（お知らせ含）
⭐︎マークはスポンサーの京葉銀行のCMを流す。（2023年時点）
13時台 = 13:04⭐︎、13:26⭐︎、13:55⭐︎
14時台 = 14:28⭐︎、14:40⭐︎（旬!SHUN!ピックアップ挟む）
15時台 = 15:02⭐︎、15:22⭐︎、15:53⭐︎
16時台 = 16:28、16:53⭐︎
17時台 = 17:28⭐︎、17:44⭐︎

## ゲスト・スペシャルメッセージ
当番組のゲストコーナーはパワカンと違って、生放送中のスタジオと違うスタジオからの収録での放送になる。

### 2017年12月30日
| 時間帯        | ゲスト | メンバー                                                             | 備考                                                                        |
| ------------- | ------ | -------------------------------------------------------------------- | --------------------------------------------------------------------------- |
| 14:40 - 15:20 | AKB48  | Kissの天ぷら（大家志津香、宮崎美穂）fairy w!nk（荒巻美咲、運上弘菜） | top3がすべてAKB48の曲が入っていたため、ゲストコーナーでカウントダウンした。 |
| 16:15 - 16:45 | 欅坂46 | （尾関梨香、織田奈那、小林由依）                                     | 一年間、ヒットチャートをにぎわせたメンバー。                                |

### 2018年12月29日
| 時間帯        | ゲスト                       | メンバー   | 備考 |
| ------------- | ---------------------------- | ---------- | --- |
| 15:25 - 16:10 | DA PUMP                      | ISSA、TOMO | 2018年度ビルボードジャパンにて20週以上連続でTOP10入りを果たしたアーティスト。かつては、メンバーのISSAとU-YEAHが、バッキー木場が担当していたPOWER COUNTDOWN JAPAN HOT 30に出演もしていた。      |
| 16:40 - 17:10 | 上武大学ビジネス情報学部教授 | 田中秀臣   | パワカンは、2018年度より、専門家と座談会をするコーナーを不定期であるが、ここでは、「エンタメと経済」と題して、アイドルについての座談会をしていた。なお、当日まで、この情報は発表されなかった。 |

### 2019年12月28日
| 時間帯        | ゲスト       | 備考 |
| ------------- | ------------ | --- |
| 15:25 - 16:14 | 香取慎吾     | BayFMにて日曜夜7時からの「ShinTsuyo POWER SPLASH」でもレギュラーDJを務めている所謂「bayfmファミリー」。グラカンリアルとしては初となるソロアーティスト。なお、このゲストコーナーの正式名称は「MUSIC REAL JOURNAL 2019スペシャルゲスト」。 |
| 16:40 - 17:11 | スージー鈴木 | ミュージックタイムマッチーンスペシャルのゲスト。なお、他のゲストは事前に収録して放送しているが、このコーナーのみ生放送。なお、スージーは翌年4月に開始したbayfmの番組「9の音粋」の月曜日のレギュラーでもある。                            |

### 2020年12月26日
| 時間帯        | ゲスト | 備考 |
| ------------- | ------ | --- |
| 15:27 - 16:19 | 瑛人   | 今年のビルボードジャパンでインディーズアーティストとしては初となるTOP10入り、さらに首位を獲得したアーティスト。 |

### 2021年12月25日
| 時間帯        | ゲスト | 備考 |
| ------------- | ------ | --- |
| 15:29 - 16:14 | Ado    | 今年の流行語大賞でもTOP10入りしたアーティスト。なお、麻生は休演だが、このコーナーは収録につき、このコーナーのみ麻生の出演となる。 |

### 2022年12月31日
| 時間帯        | ゲスト | 備考                         |
| ------------- | ------ | ---------------------------- |
| 15:29 - 16:14 | INI    | メンバーは池﨑理人と松田迅。 |

### 2023年12月30日
| 時間帯        | ゲスト     | 備考                                                                     |
| ------------- | ---------- | ------------------------------------------------------------------------ |
| 14:04 - 14:20 | 櫻坂46     | メンバーは田村保乃と松田里奈。2021年度と2022年度はコメント出演している。 |
| 15:26 - 15:50 | Tani Yuuki | 2022年度はコメント出演している。                                         |

### 2024年12月28日
| 時間帯      | ゲスト         | 備考 |
| ----------- | -------------- | --- |
| 15:23~15:53 | こっちのけんと | 海浜幕張の本社スタジオで収録。こっちのけんとのヒット曲「はいよろこんで」のギリギリダンスを小島と麻生が共に踊った動画も公開されている。本人公認の「パワカンファミリー」である。 |

#### スペシャルメッセージ
HOT HOT100時代からの踏襲。アーティストからのスペシャルメッセージをその都度流している。
2017年度
- WANIMA
- BTS（防弾少年団）
- Superfly

2018年度
- NEWS（メンバー:増田貴久）
- Hey! Say! JUMP（メンバー:有岡大貴、髙木雄也）
- ジャニーズWEST（メンバー:濵田崇裕、小瀧望）
- AKB48（メンバー:宮崎美穂、向井地美音、岡部麟、小栗有以）

2019年度
- 日向坂46（メンバー:富田鈴花、丹生明里）

2020年度
- YOASOBI
- DISH//

2021年度
- 櫻坂46（メンバー:武本唯衣、大園玲）[12]
- Awesome City Club
- YOASOBI
- 優里[13]

2022年度
- 櫻坂46
- 日向坂46
- Ado
- Tani Yuuki

2023年度
- キタニタツヤ
- 日向坂46
- なとり

2024年度
- 日向坂46（清水理央）
- 櫻坂46
- JO1
- INI
- Mrs.GREEN APPLE
- Number_i
- Creepy Nuts

## MUSIC REAL JOURNAL
パワカンでも毎週放送している看板コーナー。タイトルには「MUSIC REAL JOURNAL××××（ここに年号が入る）」。
- パワカンでは一週間のエンタメニュースの中で幾つかのトピックスを詳しく紹介しているが、グラカンでは一年間のエンタメシーンを3ヶ月ごと（1-3月、4-6月、7-9月、10-12月）に区切って、その3ヶ月のうちのトピックスから幾つかを見出しのみを紹介。
- 2017年度のみトピックスを紹介した後に一曲流していたが、2018年度以降は流さずに一年間のトピックスの解説を簡単にした後、年間シングルランキングのカウントダウンに戻っている。

## チャートについて
1989年～2011年まで、邦楽と洋楽の年間チャートTOP100を10曲を交互に洋楽→邦楽にカウントダウンして、2012年～2016年まで邦楽の年間チャートTOP100をカウントダウンしていたが、2017年度より、日本を代表するオリコン年間シングルランキング、Billboard Japan年間ソングチャートの上位30曲を合わせたトータル60曲をカウントダウンする番組に生まれ変わった。パワカンでは、上位10曲をカウントダウンしているが、この番組では、それを三倍にしている。（10×3）
なお、同じアーティストの楽曲は2曲までのオンエアで、それ以上ランクインされる曲はすべてサビ部分での発表。
2017年度〜2019年度まではサビ部分の紹介の時は事前に収録した音源を使っていたが、2020年ごろにサビ紹介も生放送に変更された。
ウィークリーチャートは毎週放送を終えた後に放送後記として番組ブログに掲載するのだが、年間チャートに関しては2017年度のスタート以来一度も掲載されていない。

### オリコン年間シングルランキングTOP30
2015/2016年度までは、HOT HOT100チャートの中に入っていた。このチャートは、前年12月中旬からその年の12月初旬までのCDの売り上げをカウントしたチャート。タイトルの通りシングルチャート。それを上位30曲にまとめて紹介。ランキングには、アイドル（AKBグループ、坂道グループ、STARTOエンターテイメント）や、グローバル系（IZ*ONE、INI、JO1、SEVENTEENなど）などが多い。バンドなどのランクインは殆どない。

### Billboard JAPAN年間ソングチャートTOP30
オリコン年間シングルランキングと同じく、このランキングも上位30曲にしてカウントダウン。このチャートは、オリコンとは違って、様々な指標をまとめた総合ランキング。指標は次の通りである。なお、当チャートはHOT100の年間チャートである為、ウィークリーチャートではtop10圏外だった楽曲も年間top30圏内にチャートインすることもあり、パワカンでは一度もオンエアされていない曲も紹介されることも多い。オリコンとは違いアイドルソングがランクインすることは極稀で、当チャートではユーザーが1年間耳にした楽曲がメインとなっており、オリコンでは毎年楽曲が入れ替わる中、ビルボードでは連続で30位以内にチャートインし続けることも多い。
複合セールス
CDの売り上げ枚数、ダウンロード、ストリーミングを合わせた部門。CDの売り上げ枚数はこの部門を指す。なお、部門別を紹介する際はそれらの３つに分けて紹介している。なお、CDセールスに関しては集計期間が違うこともあり、オリコンとは少し順位が違うことが多い。
ラジオオンエア
全国のラジオ局での曲の放送回数。HOT HOT 100時代までは、この部門にBAYFMのオンエア回数もあわせていたがこのチャートでは、この部門のみ。
動画再生回数
日本のYouTubeやGYAO!などの再生回数を総合させてまとめた部門。
カラオケ
日本で最も歌われた部門。この部門はリアル開始当初はなく2019年頃から導入されているが、言及自体は2022年頃から。
なお、ビルボードのカウントダウンは、これらの部門別の動向も紹介している。

### チャート紹介時間帯
オリコン年間シングルランキング
| 放送時間      | 備考                                      |
| ------------- | ----------------------------------------- |
| 13:06 - 13:09 | オリコン年間シングルランキング30~25位発表 |
| 13:20 - 13:25 | オリコン年間シングルランキング24~20まで   |
| 13:38 - 13:45 | オリコン年間シングルランキング19~12まで   |
| 14:00 - 14:23 | オリコン年間シングルランキング11~4まで    |
| 14:27 - 14:40 | オリコン年間シングルランキングTop3        |

Billboard JAPAN年間ソングチャート
| 放送時間      | 備考                                               |
| ------------- | -------------------------------------------------- |
| 15:03 - 15:10 | Billboard Japan年間ソングチャート30~25まで         |
| 16:10 - 16:29 | Billboard Japan年間ソングチャート24~17まで         |
| 16:36 - 16:48 | Billboard JAPAN年間ソングチャート16~11まで         |
| 17:08 - 17:20 | Billboard Japan年間ソングチャートTop10（10~4まで） |
| 17:28 - 17:43 | Billboard Japan年間ソングチャートTop3              |

年間チャートも第1位は、フルコーラスで紹介。

## 年間チャート第1位の曲

### オリコン年間シングルランキング
オリコンはCDの売上枚数での集計の為、両A面シングルの場合は備考欄にて番組内でオンエアした楽曲も掲載。
| 年度     | 曲                                        | 備考 |
| -------- | ----------------------------------------- | --- |
| 2017年度 | AKB48 願い事の持ち腐れ                    | 2010年から8年連続オリコン年間シングルランキングで首位獲得。 |
| 2018年度 | AKB48 Teacher Teacher                     | 9年連続で首位を獲得。 |
| 2019年度 | AKB48 サステナブル                        | 10年連続の第一位を獲得。さらに、この曲は前々日の 「bayfm meets AKB48」のオープニングテーマとして起用されていた。 |
| 2020年度 | SixTONES vs Snow Man Imitation Rain／D.D. | 発売初週でミリオンを獲得したシングル。 なお、オリコンでジャニーズが首位を獲得するのは11年ぶり。 さらに、グラカンとしてはジャニーズアーティストが首位を獲得したのは 2016年のHOT HOT100時代の嵐「I Seek」以来。 なお、オンエアしたのはSixTONES「Imitation Rain」。 |
| 2021年度 | Snow Man Grandeur                         | 久々のジャニーズのワンツーフィニッシュ。 さらに、本年度のミリオンはこの作品のみ。 |
| 2022年度 | King & Prince ツキヨミ/彩り               | 11月にリリースされたにも関わらず、2022年で一番売上が多かったシングルとなった。「ツキヨミ」をオンエア。 |
| 2023年度 | King & Prince Life goes on/We are young   | 前年に引き続きKing & Princeが首位を獲得。「Life goes on」をオンエア。 |
| 2024年度 | Snow Man LOVE TRIGGER/We’ll go together   | SnowManとしては2021年度以来の首位。「LOVE TRIGGER」をオンエア。 |

### Billboard JAPAN年間ソングチャート
| 年度     | 曲                               | 備考 |
| -------- | -------------------------------- | --- |
| 2017年度 | 星野源 恋                        | ルックアップ、セールス、ツイッター、ラジオオンエア、動画再生回数で年間一番目のポイントを獲得して、 2位のDAOKO×米津玄師の『打上花火』にトリプルスコアを獲得している。                                 |
| 2018年度 | 米津玄師 Lemon                   | ラジオオンエアを除くすべてのカテゴリーで首位を獲得。 なお、週間チャートは、45週連続でTOP10入りを達成している。                                                                                       |
| 2019年度 | 米津玄師 Lemon                   | 日米初となる2連覇を達成。 パワカンでも、通算80週のTOP10入りを達成している。 さらに、初となる5連覇も達成している。                                                                                    |
| 2020年度 | YOASOBI 夜に駆ける               | 2020年を代表する楽曲で、シングルリリースなしで首位を獲得したのは初である。 なお、YOASOBIからはコメントも紹介している。                                                                               |
| 2021年度 | 優里 ドライフラワー              | 週間チャートでは一度も首位を獲得しなかったが、連続チャートイン、カラオケ連続一位で首位を獲得。 なお、前年度まではパワカンと同様CMの後に発表していたが、 当年度よりCM前に全部紹介する形に改められた。 |
| 2022年度 | Aimer 残響散歌                   | - |
| 2023年度 | YOASOBI アイドル                 | YOASOBIの楽曲では2020年以来の総合首位。 |
| 2024年度 | Creepy Nuts Bring-Bang-Bang-Born | ダウンロード、ストリーミング、動画再生回数、 ラジオオンエアでも首位を獲得し、総合で首位を獲得した。                                                                                                  |

## 出来事
- 2017年度放送分で番組が終わった後に、bayFMの本社で、低音レディオのケイ・グラントと写っている画像がツイッターで公開された。
- 2022年度放送分のオープニングにて、小島が「グラカン」と言うところを語呂が似てる「グラタン」と言い間違えX（当時はTwitter）のタイムラインで「グラタンじゃないよ」とツッコむリスナーが多かった。
- 2024年度放送分のゲストコーナーでこっちのけんとの「もういいよ」がオンエアされたが、オンエア曲一覧（1ヶ月だけアーカイブが残る）では「もういいかい」と誤字が発生している。

### 番組で使うチャート
- オリコン年間シングルランキング
- Billboard Japan年間ソングチャート

## 公式サイト
KEIYOGINKO GRAND COUNTDOWN REAL
| bayfm 毎年12月最終週13:00 - 17:50（ - 18:50）                   | bayfm 毎年12月最終週13:00 - 17:50（ - 18:50） | bayfm 毎年12月最終週13:00 - 17:50（ - 18:50） |
| 前番組                                                          | 番組名                                        | 次番組                                        |
| --------------------------------------------------------------- | --------------------------------------------- | --------------------------------------------- |
| GRAND COUNTDOWN（JAPAN）HOT HOT 100 SUPER COUNTDOWN HOT HOT 100 | KEIYOGINKO GRAND COUNTDOWN REAL               | -                                             |